# Johann Nicolaus Olenschlager (1751–1820)
Johann Nicolaus Olenschlager (seit 1788 Olenschlager von Olenstein) (* 18. Februar 1751 in Frankfurt am Main; † 1820 ebenda) war ein Frankfurter Senator.
Olenschlager war der Sohn des 1747 nobilitierten Johann Daniel von Olenschlager. Dessen Bruder hieß ebenfalls Johann Nicolaus (1713–1763). Jener war Frankfurter Geldwechsler und wurde bereits 1742 geadelt.
1771 wurde er auf Grund der Abstammung mütterlicherseits von der Frauensteiner Mitgliedsfamilie Orth in die Adelsgesellschaft Zum Frauenstein aufgenommen. Am 11. Januar 1788 erfolgte die kaiserliche Prädikatsverleihung „von Olenstein“.
1781 wurde er in den Senat der Reichsstadt Frankfurt gewählt und stieg 1783 zum Schöff auf. Auch in der Freien Stadt Frankfurt blieb er Mitglied im Senat der Freien Stadt Frankfurt und gehörte 1817 dem Gesetzgebenden Körper an.